# Gare de Tenay - Hauteville
Gare de Tenay - Hauteville vasútállomás Franciaországban, Tenay településen.

## Vasútvonalak
Az állomást az alábbi vasútvonalak érintik:
- Lyon–Genf-vasútvonal

## Kapcsolódó állomások
A vasútállomáshoz az alábbi állomások vannak a legközelebb:
- Gare de Virieu-le-Grand - Belley
- Gare de Saint-Rambert-en-Bugey
- Gare d’Ambérieu